# Ulithi (Atoll)
Ulithi (auch: Ululssi, Ulussi, Ulewi, Ugeu, Mackenzie-Inseln, Los Reyes oder Garbanzos) ist ein Atoll im Pazifischen Ozean, das zu den Karolinen gehört, vom Bundesstaat Yap verwaltet wird und etwa 155 km von den Yap-Inseln entfernt liegt. Der nächste Nachbar ist Fais, 82 km östlich des Atolls. Die Landfläche liegt bei 4,5 km² und die Einwohnerzahl (einschließlich der Bewohner von Falalop, das außerhalb des Atolls Ulithi liegt) bei 847 (Stand 2010).
Das Atoll Ulithi gehört verwaltungsmäßig der Gemeinde Ulithi an.

## Geographie

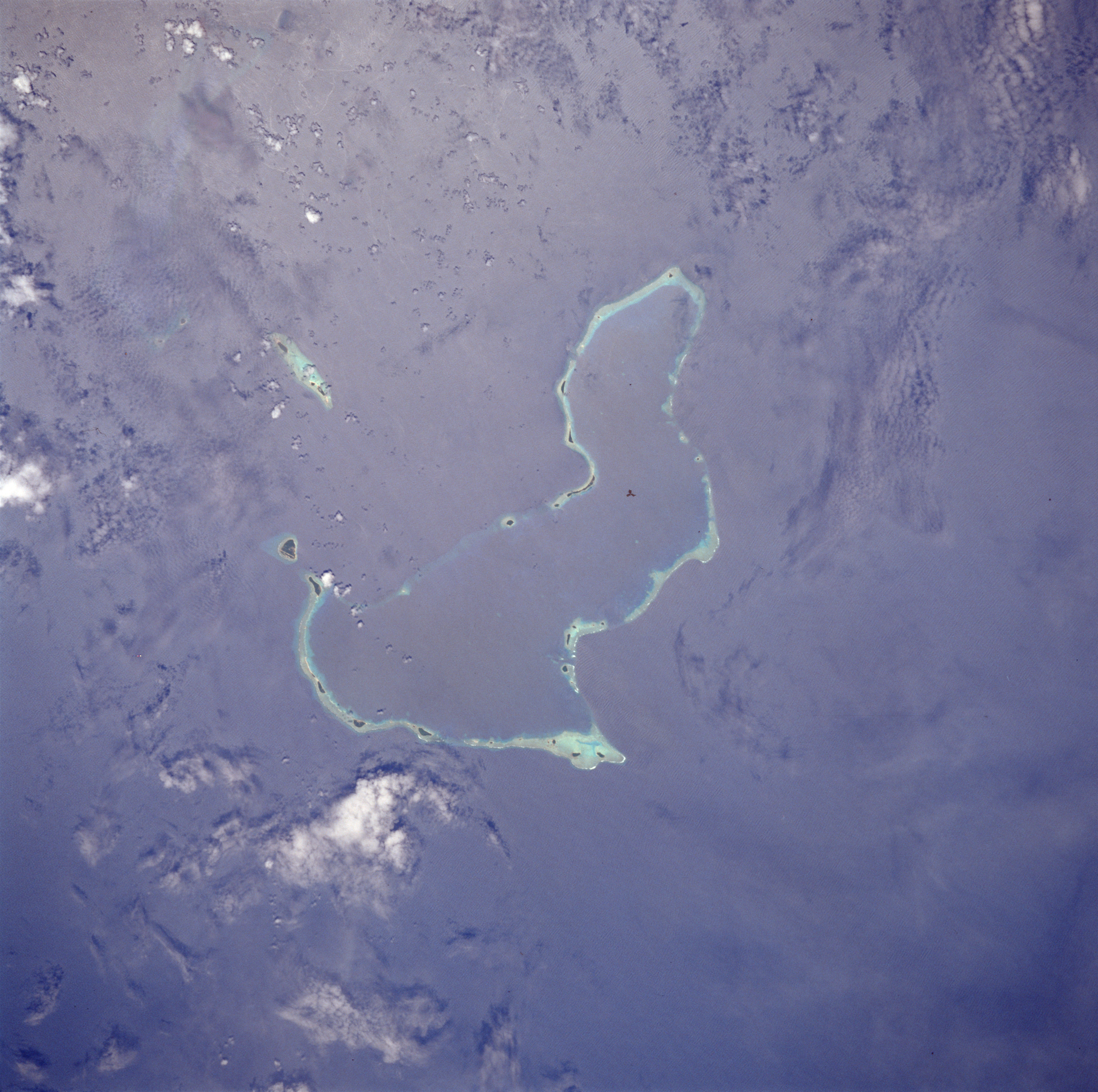
Ulithi-Atoll

Das unregelmäßig geformte Atoll erstreckt sich über 36 km von Norden nach Süden. Die Breite schwankt von 5 km im Süden bis maximal 24 km im Norden. Die Gesamtfläche beträgt 361 km². Der Riffkranz ist im Norden und im Südosten breit und deutlich ausgebildet und im Nordosten und Westen mehr unterbrochen. Die Lagune ist tief, besonders im Norden, wo Tiefen über 60 Meter erreicht werden.
Die Hauptinsel Mogmog liegt auf dem nördlichen Riffkranz.
Vielfach wird – fälschlicherweise – die außerhalb des Riffkranzes liegende Insel Falalop als Hauptinsel des Atolls Ulithi genannt, obwohl sie deutlich von der nächstgelegenen Insel Asor auf dem Riffkranz durch den tiefen und 400 Meter breiten Dochirichi Channel getrennt ist.
Der Großteil der Atollinseln liegt im Norden und im Südosten, während im Westen nur sieben kleine Inselchen liegen.

## Bevölkerung
Das Atoll hat wenige bewohnte Inseln. Mogmog ist Sitz des Oberhäuptlings des Atolls Ulithi. Die anderen bewohnten Inseln werden von ihren lokalen Häuptlingen regiert.
| Bewohnte Insel     | neuer Name | Fläche (ha) | Bevölkerung Zensus 2010 | Bevölkerung 1987 | Bevölkerung 1970 | Bemerkungen             |
| ------------------ | ---------- | ----------- | ----------------------- | ---------------- | ---------------- | ----------------------- |
| Asor               | Yasor      | 34          | 76                      | 62               | 315              |                         |
| Mogmog             | Mwagmwog   | 26          | 192                     | 191              | -                | Sitz des Oberhäuptlings |
| Fedarai (Fassarai) | Fedraey    | 36          | 102                     | 113              | 373              |                         |
| Lothou (Lossau)    | ...        | 15          | –                       | –                | 59               |                         |
| übrige             |            | 246         | –                       | –                | 522              |                         |
| Ulithi (Atoll)     |            | 357         | 370                     | 366              | 1269             |                         |

## Geschichte
Das Atoll Ulithi wurde wahrscheinlich, wie die anderen äußeren Inseln der Karolinen, von Einwanderern aus Polynesien besiedelt.
Das Atoll Ulithi wurde 1526 durch den portugiesischen Seefahrer Diego da Rocha erstmals von Weißen entdeckt. Die nächsten Besuche erfolgten 1712 durch spanische Seefahrer unter Don Bernard de Egui und 1731 durch Jesuiten aus Spanien unter der Führung von Juan Antonio Cantova. Bereits seit dem 16. Jahrhundert war das Atoll Ulithi, wie die ganzen Karolinen, offiziell im Besitz Spaniens. Eine Regierungsgewalt wurde jedoch erst im Jahre 1885 ausgeübt. Am 30. Juni 1899 verkaufte Spanien, nach dem Spanisch-Amerikanischen Krieg die Karolinen, die Palau-Inseln und die Mehrzahl der Marianen an das Deutsche Reich. Im Ersten Weltkrieg wurde das Atoll, wie die ganzen Karolinen, von Japan besetzt. 1920 erhielt Japan die Karolinen als Mandatsgebiet des Völkerbundes.

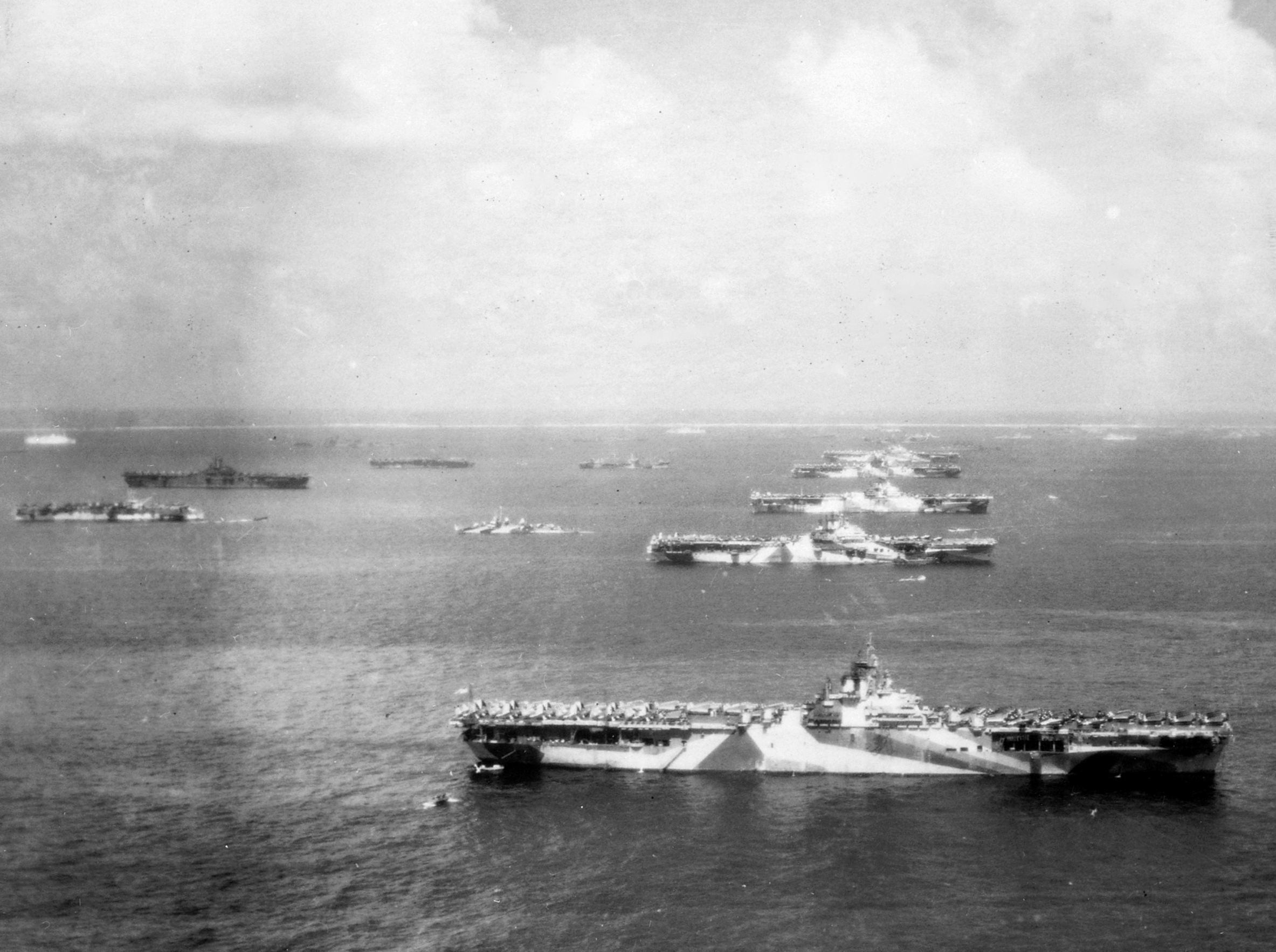
Schiffe der 3. US-Flotte, darunter fünf Flugzeugträger, vor Anker im Ulithi-Atoll im Dezember 1944

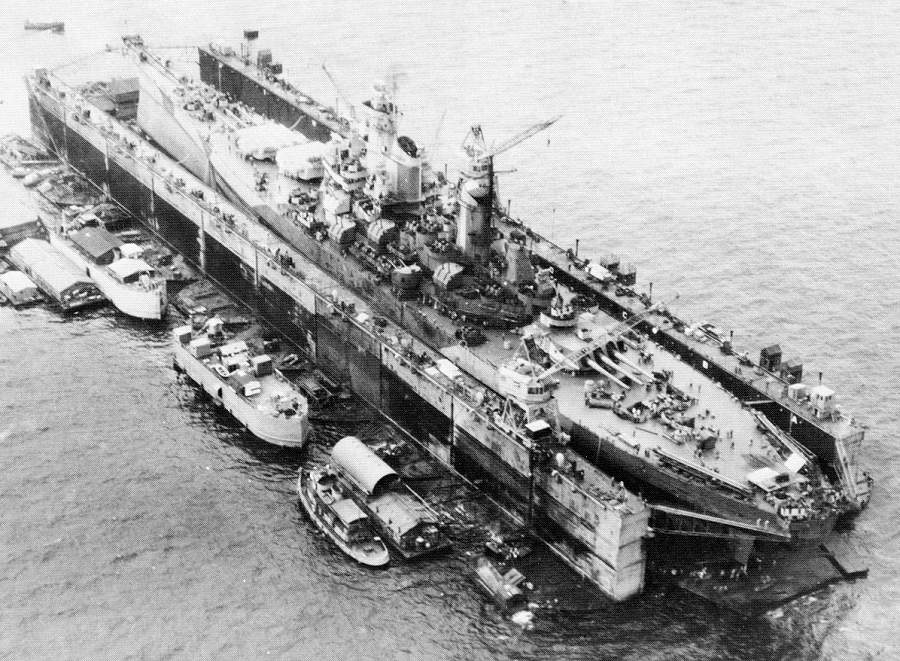
Iowa im Schwimmdock im Ulithi-Atoll

Im Zweiten Weltkrieg betrieben die Japaner bis 1944 auf dem Atoll eine Funkstation und eine Wetterstation. Die Lagune selbst wurde nur zu Anfang des Krieges von Japan als Ankerplatz für Kriegsschiffe genutzt. Als die US Navy auf den westlichen pazifischen Inseln eine Operationsbasis mit gutem Ankerplatz für Kriegsschiffe suchte, fiel der Blick auf das perfekt positionierte und mit einem hervorragenden Ankerplatz ausgestattete Ulithi. Das Atoll bot einen Ankerplatz mit durchschnittlicher Tiefe von 80 bis 100 m, nur Hafenanlagen zum Laden und zum Reparieren für Schiffe fehlten.

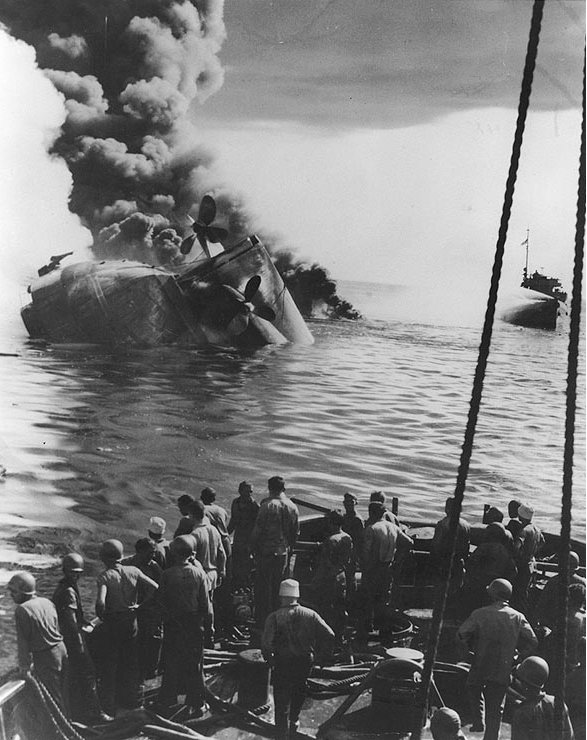
USS Mississinewa versinkt brennend am 20. November 1944

Am 23. September 1944 landeten Soldaten der 81. Infanterie-Division auf dem Atoll ohne japanische Truppen. Es folgte ein paar Tage später ein Bataillon von SeaBees (Bautruppen der US Navy).
Untersuchungen mit der USS Sumner ergaben, dass die Lagune Ankerplatz für 700 Schiffe bot. Sofort begann der Ausbau von Ulithi zur Basis für die großen Operationen gegen Ende des Krieges gegen Japan. Vom Atoll wurden alle folgenden großen Seeoperationen im Bereich der Philippinen, der Marianen und Okinawa durchgeführt.
Die US-Marine schaffte die lokalen Inselbewohner zwangsweise für die Dauer der Nutzung ihrer Lagune auf eine andere Insel. Als Nächstes kam die Service Squadron 10 mit ihren Schiffen und Schwimmdocks. Innerhalb eines Monats nach der Besetzung des Atolls war eine ganze schwimmende Basis in Betrieb. Sechstausend Monteure, Handwerker, Schweißer, Schreiner und Elektriker wurden im Atoll stationiert. Die ins Atoll geschleppten Docks waren groß genug, um ein 45.000-Tonnen-Schlachtschiff aufzunehmen. Eine Flotte von Tankern ermöglichte das Auftanken der Kriegsschiffe nicht weit entfernt von ihren Operationsgebieten. Die Japaner hatten angenommen, dass es in der Weite des Pazifischen Ozeans sehr schwierig für die US-Operationen mit dem Nachschub werden würde. Mit dem Marinestützpunkt Ulithi waren nun viele US-Schiffe in der Lage, Bereitstellung und Betrieb im westlichen Pazifik für ein Jahr oder länger ohne Rückkehr zum Marinestützpunkt in Pearl Harbor durchzuhalten. Auf den Inseln selbst wurden ein großer und mehrere kleine Flugplätze gebaut. Auf der Insel Mogmog wurde ein Erholungszentrum für 8.000 Soldaten und 1.000 Offiziere errichtet, unter anderem ein 1200 Zuschauer fassendes Theater und eine Kapelle mit 500 Sitzen. Auf einer Reihe von größeren Inseln wurden ebenfalls Erholungseinrichtungen gebaut.

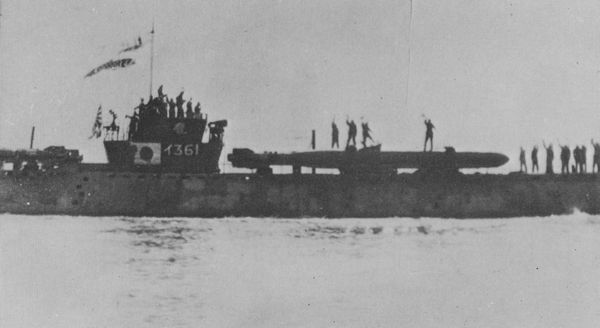
Japanisches U-Boot mit Kaiten auf dem Deck.

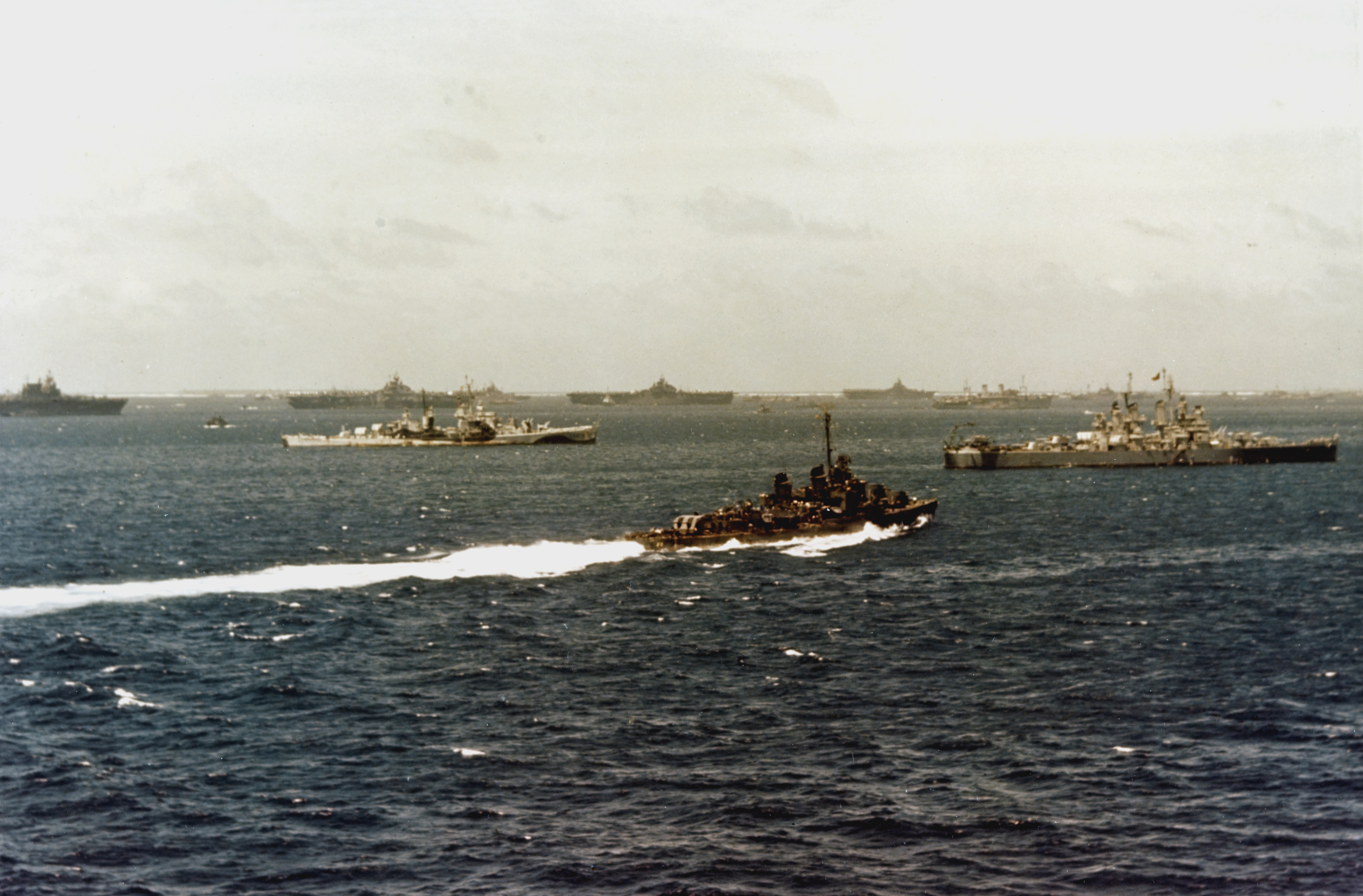
US-Schiffe im Ulithi-Atoll März 1945

Die Japaner versuchten mehrfach von Yap aus eine Reihe von Angriffen auf die Schiffe im Atoll. Am 20. November 1944 wurde mit von zwei nahe gelegenen U-Booten gestarteten Einmanntorpedos (Kaiten) ein Angriff auf die Schiffe im Atoll durchgeführt. Der Zerstörer USS Case rammte und versenkte einen Kaiten. Der Tanker USS Mississinewa, vor Anker im Atoll, wurde getroffen und sank. Erst im Februar 2003 führte ein US-Marine-Team eine Aktion durch, um so viel Öl wie möglich von dem Wrack der USS Mississinewa zu holen, da dort noch Öl austrat. Ein zweiter Kaiten-Angriff im Januar 1945 wurde vereitelt, als I-48, ein U-Boot Typ C, von Zerstörern versenkt wurde. Keiner der 122 Mann an Bord des U-Boots überlebte.

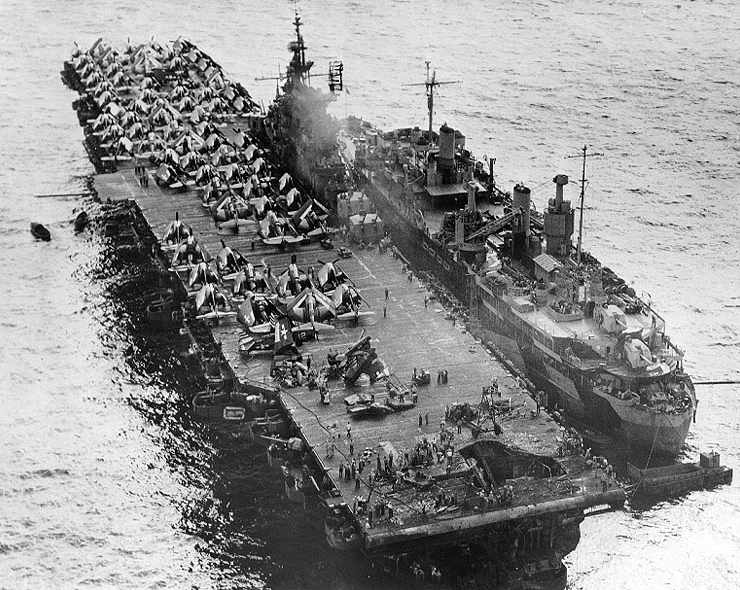
USS Randolph mit Reparaturschiff USS Jason nach dem Kamikaze-Angriff

Am 11. März 1945 griffen zwei Langstreckenflugzeuge in einem nächtlichen Kamikaze-Angriff den Marinestützpunkt bei der Operation Tan No. 2 an. Ein Flugzeug traf den Flugzeugträger USS Randolph. Dies führte zu mittelschweren Schäden. 25 Mann der Besatzung wurden tötet und 106 weitere verletzt. Die andere Maschine traf nur ein Baseball-Feld.
Am 13. März 1945 lagen 647 Schiffe vor Anker im Atoll und kurz vor der Invasion auf Okinawa erreichte die Zahl der Schiffe auf Reede den Höchststand von 722 Schiffen. Nachdem der Golf von Leyte in den Philippinen gesichert war, zog die Pazifikflotte weiter nach Leyte, und die Basis Ulithi wurde aufgegeben. Für sieben Monate Ende 1944 und Anfang 1945 war die große Lagune des Atolls Ulithi der größte und aktivste Ankerplatz auf der Welt.
Nach Ende des Zweiten Weltkriegs wurde das Ulithi-Atoll Teil des Treuhandgebietes Pazifische Inseln der USA.
Seit 10. Mai 1979 gehört das Ulithi-Atoll zum Bundesstaat Yap der Föderierten Staaten von Mikronesien und wurden mit der offiziellen Unabhängigkeit am 3. November 1986 integraler Bestandteil dieses neuen Staates. Das Ulithi-Atoll ist eine von 22 Gemeinden (municipalities) des Bundesstaates Yap.